# Gregorio Antonio Gallo
Gregorio Antonio Gallo y de Andrade (Burgos, 1512 – Segovia, 25 de septiembre de 1579) fue un eclesiástico español que ocupó los cargos de obispo de Orihuela (1566-1577), obispo de Segovia (1577-1579) y confesor de la reina Isabel de Valois.

## Biografía
Nació en 1512 en Burgos, siendo hijo de Diego López Gallo, noble oriundo de Escalada y regidor de Burgos. Comenzó sus estudios en su ciudad natal, donde cursó gramática latina, y se trasladó después a la Universidad de Salamanca, estudiando dialéctica, filosofía y teología, hasta obtener una cátedra de escritura. En 1553, siendo maestrescuela de la universidad y catedral de Salamanca, asistió a la junta convocada en Valladolid por Carlos I de España, quien en 1557 lo envió a Alemania como embajador; finalmente acudió al Concilio de Trento y fue confesor de la reina Isabel de Valois, tercera esposa de Felipe II de España.
Tras la desmembración de Orihuela de la diócesis de Cartagena y posterior creación de la diócesis de Orihuela fue nombrado su primer obispo, tomando posesión del cargo el 23 de marzo de 1566. Allí se mantuvo hasta que fue elegido obispo de Segovia, a cuya ciudad llegó el 22 de diciembre de 1577, ocupando un breve periodo esta nueva dignidad, pues enfermó y falleció en Segovia el 25 de septiembre de 1579.
Fue enterrado en la capilla del Cristo de la catedral de Segovia, y posteriormente trasladado al convento de San Pablo de Burgos, donde fue sepultado en la capilla de San Gregorio, fundada en 1508 por su padre.
| Predecesor:                          | Obispo de Orihuela 1566-1577 | Sucesor: Tomás Dacio          |
| Predecesor: Francisco Sancho Allepuz | Obispo de Segovia 1577-1579  | Sucesor: Luis Tello Maldonado |